# Steve Houanard
Steve Houanard (París, 2 de abril de 1986) es un ciclista francés que debutó como profesional en el año 2009 con el equipo Skil-Shimano y luego pasó al equipo francés Ag2r La Mondiale.
El 21 de septiembre de 2012 dio positivo por EPO y fue suspendido provisionalmente por la UCI. Finalmente fue suspendido por dos años desde el 21 de septiembre de 2012 hasta el 8 de octubre de 2014.

## Palmarés
2015 (como amateur)
- 1 etapa del Tour de Senegal

## Resultados en Grandes Vueltas
| Carrera | Carrera         | 2009 | 2010 | 2011  | 2012 |
| ------- | --------------- | ---- | ---- | ----- | ---- |
|         | Giro de Italia  | —    | —    | —     | —    |
|         | Tour de Francia | —    | —    | —     | —    |
|         | Vuelta a España | —    | —    | 133.º | —    |

—: no participa

Ab.: abandono

## Equipos
- Skil-Shimano (2009-2010)
- Ag2r La Mondiale (2011-2012)